# José Pérez Alvarez
José Pérez Alvarez, nascut a El Puerto de Santa María, fou un compositor i musicòleg espanyol actiu a mitjan segle xix. Després de fer els seus estudis musicals a Espanya, marxà a París a perfeccionar-se, on va contraure amistat amb erudits musicòlegs notables. Des d'allà envià a la Gaceta Musical de Madrid, que dirigia Eslava (1855), algunes cròniques i una sèrie d'articles en Defensa de las proporciones harmonicas, pres des del punt de vista acústic i matemàtic, Eslava publicà més tard en la Lyra Sacro-hispana un O salutaris per a baríton i orquestra, original de José Pérez Alvarez.